# Педро Фігередо
Педро Фігередо також відомий як Перучо (ісп. Pedro Felipe Figueredo; 1818–1870) — кубинський юрист, поет, музикант, борець за свободу. Автор національного гімну Куби.

## Біографія
У 1860-х роках брав активну участь у Десятирічній війні за незалежність Куби від Іспанії.
Був узятий в полон під час війни і страчений 17 серпня 1870 року.